# Seznam islandskih pesnikov
Seznam islandskih pesnikov.

## B
- Einar Benediktsson
- Einar Bragi

## E
- Þorsteinn Erlingsson

## G
- Tómas Guðmundsson
- Þorsteinn Gylfason

## H
- Hannes Hafstein
- Guðmundur G. Hagalín
- Jónas Hallgrímsson
- Snorri Hjartarson

## J
- Birgitta Jónsdóttir
- Matthías Jochumsson

## K
- Jóhannes úr Kötlum
- Einar Hjörleifsson Kvaran

## L
- Halldór Kiljan Laxness
- Gunnlaugr Leifsson

## O
- Stefán Ólafsson

## P
- Gestur Pálsson
- Þórbergur Þórðarson

## S
- Sjón (Sigurjón Birgir Sigurðsson)
- Davíð Stefánsson
- Steinn Steinarr
- Stephan G. Stephansson
- Snorri Sturluson

## T
- Bjarni Thoraresen
- Jón Thoroddsen